# Pinczer średni
Pinczer średni (oryginalna nazwa deutscher Pinscher) – rasa psa zaliczana do grupy pinczerów, wyhodowana w Niemczech z wszechstronnych psów gospodarskich, współcześnie rzadko spotykana. Nie podlega próbom pracy.

## Rys historyczny
Rasa pochodzi z XVIII wieku, z Niemiec, od psów starej rasy nazywanej kiedyś pinczerem stajennym. Występowała w odmianie krótko- i szorstkowłosej. Pod koniec XIX w. zaczęto traktować te odmiany jako dwie oddzielne rasy. Krótkowłosy pinczer to współczesny pinczer średni.

## Klasyfikacja FCI
W klasyfikacji FCI rasa ta została zaliczona do grupy II, sekcji psów w typie pinczera i sznaucera w podsekcji psów w typie pinczera.

## Budowa
Jest to pies średniej wielkości, silnie zbudowany, jego mięśnie są dobrze widoczne podczas ruchu. Dawniej uszy i ogon były kopiowane, obecnie są pozostawiane w stanie naturalnym, załamane do przodu, wysoko osadzone, w kształcie litery V, przekręcone do przodu w kierunku skroni. Oczy ma ciemne, owalne o dobrze przylegających powiekach. Sylwetka powinna być kwadratowa, czyli długość tułowia równa się wysokości w kłębie.

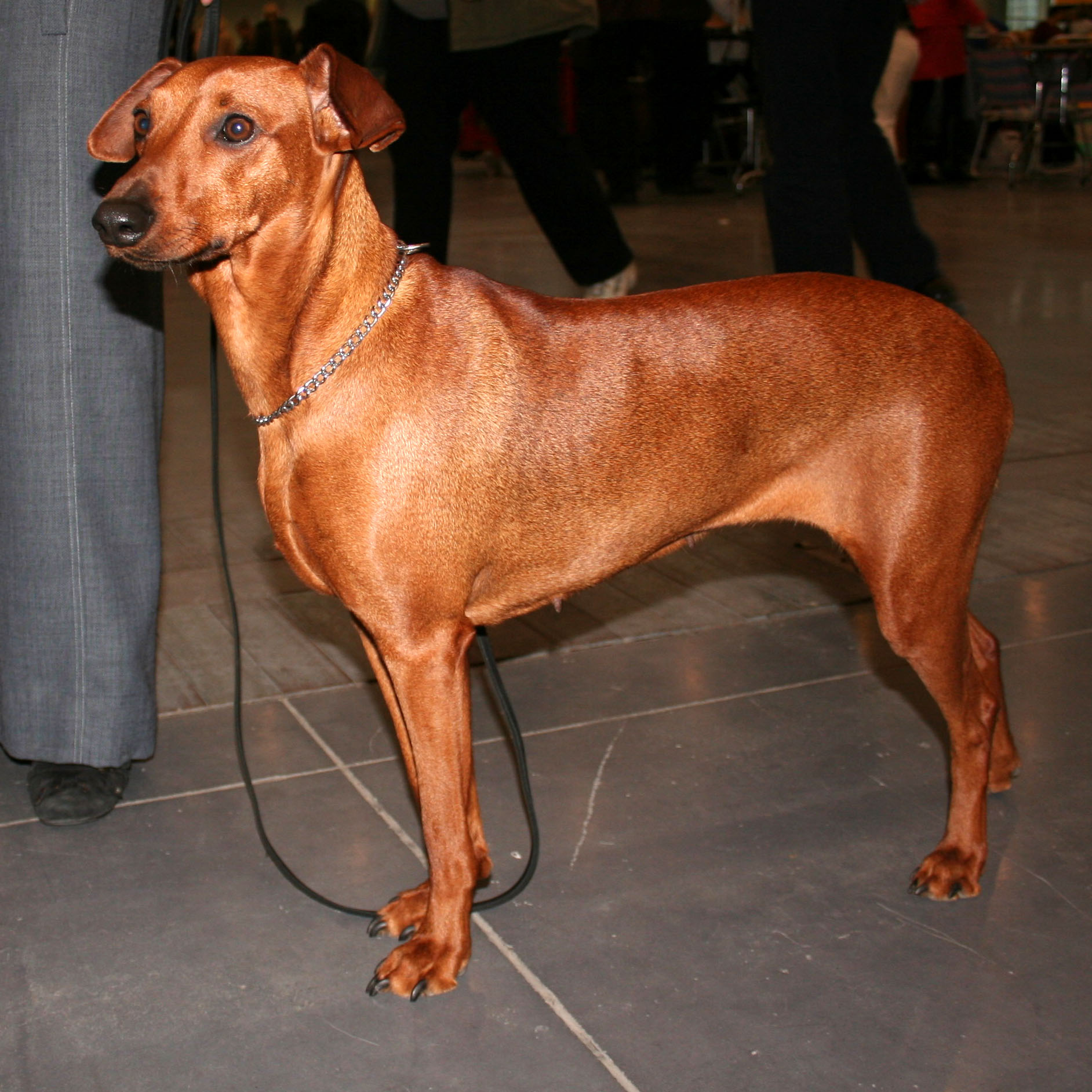
Suka pinczera średniego o jednolicie rudym umaszczeniu

### Szata i umaszczenie
Szata jest krótka, twarda, gładko przylegająca i błyszcząca bez podszerstka. Umaszczenie jednolicie rude w różnych odcieniach lub czarne z rudymi lub brązowymi znaczeniami – podpaleniami (określane także jako black & tan). Znaczenia są rozłożone równomiernie nad oczami, na śródstopiu przednich kończyn, na łapach, na wewnętrznej stronie tylnych kończyn, na piersi tworząc dwa trójkąty wyraźne oddzielone od siebie oraz na dolnej części szyi i pod nasadą ogona.

## Zachowanie i charakter
W domu pies jest spokojny, ciepłolubny, wierny towarzysz. Na spacerach jest za to energiczny, lubiący zabawy. Samce częściej miewają skłonności do włóczęgostwa i potyczek z innymi psami. Jest on łagodnym, wesołym psem, lubi dzieci, dobrze stróżuje, jest dziarski, lojalny, czujny i nieustraszony.

## Użytkowość
Pinczer jest psem, który dobrze sprawdza się w roli stróża. Dawniej służył również jako tępiciel gryzoni w oborach, stodołach i stajniach. Ma silny instynkt łowiecki. Obecnie jest psem do towarzystwa, łatwym w utrzymaniu, wymagającym jednak podstawowego szkolenia i konsekwencji.

## Zdrowie i pielęgnacja
Sierść pinczera nie wymaga specjalnych zabiegów, co jakiś czas musi być przeczesywana. Na wygląd sierści wpływa odpowiednie żywienie bogate w nienasycone kwasy tłuszczowe oraz witaminy. Rasa ta ma skłonność do osadzania się kamienia nazębnego. Wskazane jest przycinanie pazurów raz na kilka miesięcy.

## Popularność
Rasa coraz rzadziej spotykana.